# Ministerium für Inneres, Bau und Digitalisierung des Landes Mecklenburg-Vorpommern

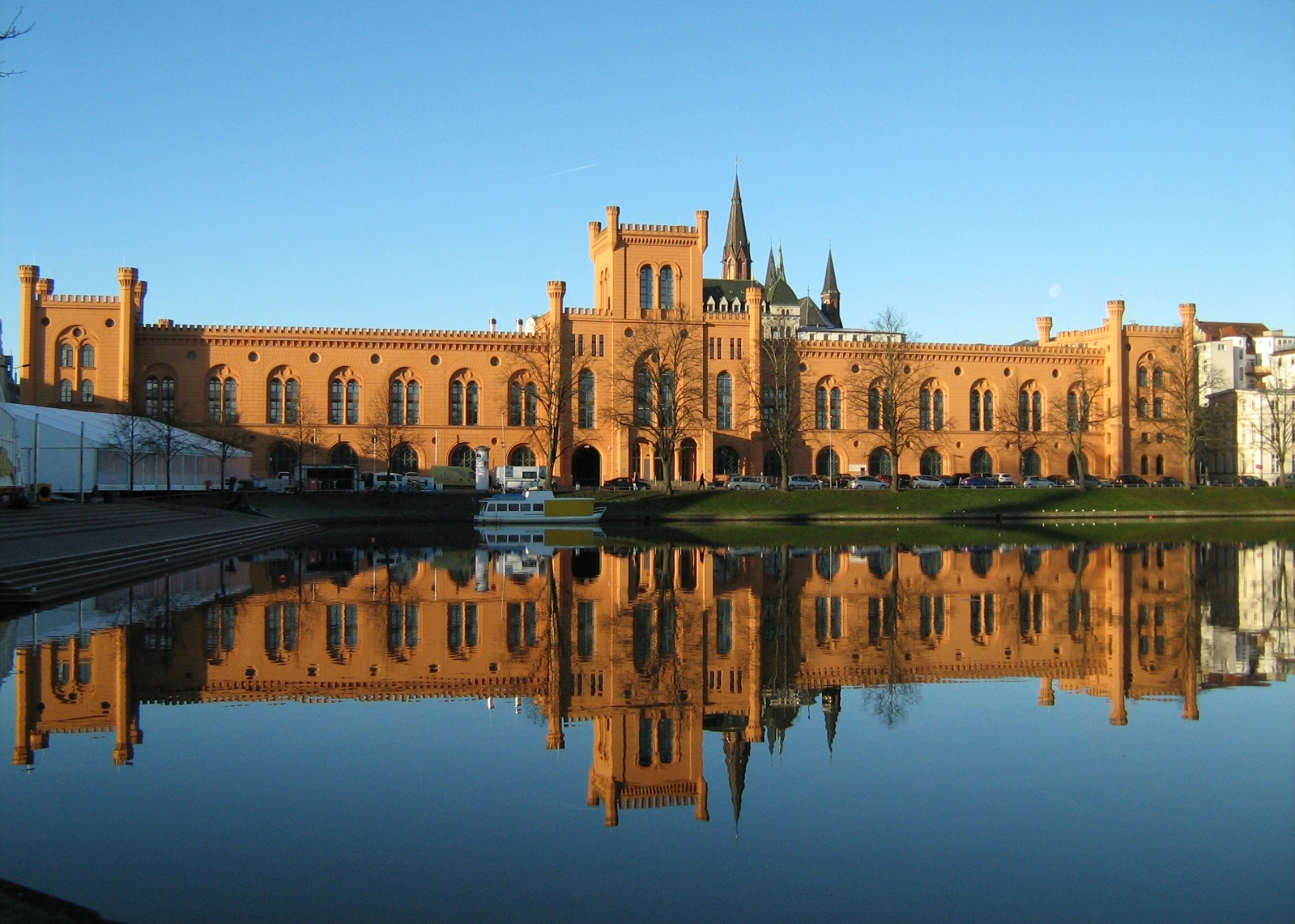
Arsenal am Pfaffenteich, Sitz des Ministeriums für Inneres und Bau

Das Ministerium für Inneres und Bau des Landes Mecklenburg-Vorpommern mit Sitz in Schwerin ist eines von acht Ministerien der Landesverwaltung. Seit 15. November 2021 ist Christian Pegel (SPD) der Amtsinhaber. Als Staatssekretäre stehen ihm Wolfgang Schmülling (Inneres und Kommunen, SPD) und Ina-Maria Ulbrich (Digitalisierung, SPD) zur Seite.

## Geschichte
Nach der Gründung des Landes Mecklenburg-Vorpommern 1945 bestanden zunächst keine klassischen Ministerien, sondern dem Präsidenten oder Vizepräsidenten unterstellte Abteilungen. Für Inneres war zunächst die Abteilung für Allgemeine und Innere Verwaltung zuständig, aus der 1946 das Ministerium für Innere Verwaltung und Planung entstand. 1948 wurde dieses in Ministerium für Innere Verwaltung umbenannt. Ab 1949 firmierte es dann als Ministerium des Innern und bestand als dieses bis zur Auflösung des Landes 1952.
Mit der Neugründung von Mecklenburg-Vorpommern 1990 wurde wieder ein Innenministerium unter diesem Namen eingerichtet. 2006 erhielt es als Ministerium für Inneres und Sport den Bereich „Sport“. 2016 erhielt es stattdessen den Bereich der „Europaangelegenheiten“ und trug bis 2021 den Namen Ministerium für Inneres und Europa. Seit 2025 trägt es seinen heutigen Namen.

## Organisation
Das Ministerium ist in 6 Abteilungen gegliedert:
- Abteilung 1: Allgemeine Abteilung
- Abteilung 2: Infrastruktur, Geoinformation
- Abteilung 3: Kommunalangelegenheiten; Ausländerrecht
- Abteilung 4: Polizei; Brand- und Katastrophenschutz
- Abteilung 5: Verfassungsschutz
- Abteilung 6: Bau

Die Abteilungen wiederum sind in Referate – als kleinste organisatorische Einheit – gegliedert.

## Behörden und Einrichtungen
Dem Ministerium sind folgende Behörden und Einrichtungen nachgeordnet:
- Landesamt für innere Verwaltung
- Landesamt für zentrale Aufgaben und Technik der Polizei, Brand- und Katastrophenschutz
- Landeskriminalamt
- Landeswasserschutzpolizeiamt
- Landesbereitschaftspolizeiamt
- 2 Polizeipräsidien (Rostock und Neubrandenburg)
- 6 Landräte der Landkreise (Nordwestmecklenburg, Rostock, Ludwigslust-Parchim, Mecklenburgische Seenplatte, Vorpommern-Rügen, Vorpommern-Greifswald)
- Fachhochschule für öffentliche Verwaltung, Polizei und Rechtspflege
- Landesanstalt für Personendosimetrie und Strahlenschutzausbildung